# Carnon

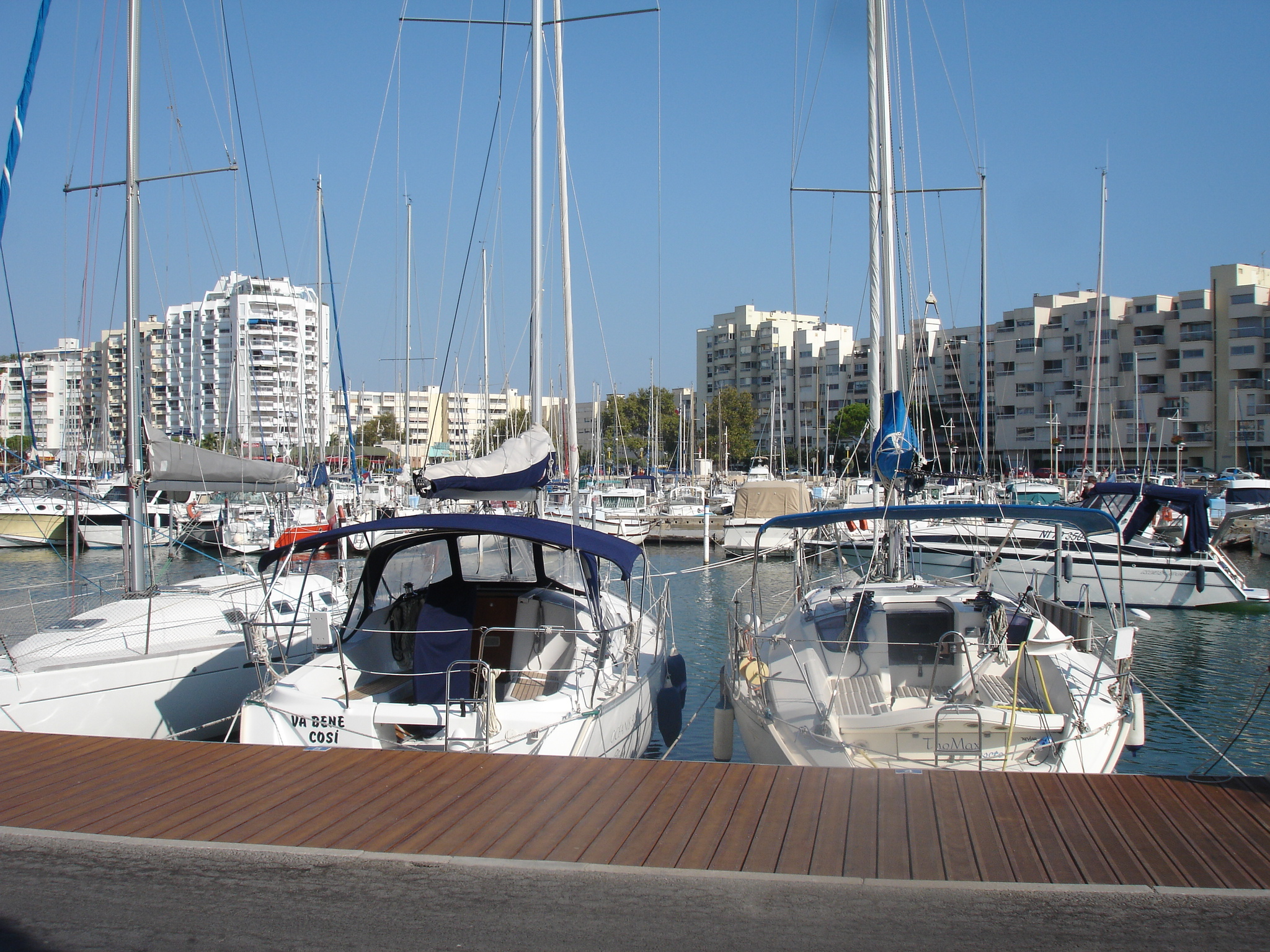
De jachthaven van Carnon

Carnon is een badplaats aan de Middellandse Zee in de Franse gemeente Mauguio (Hérault).
Carnon heeft 7 km aan zandstranden en een jachthaven. De plaats is populair bij kitesurfers.

## Geschiedenis
Carnon is gelegen op de schoorwal die de Middellandse Zee scheidt van de lagune Étang de l'Or. Ter hoogte van Carnon was er een verbinding (grau) tussen de zee en de lagune. Carnon bestond in de middeleeuwen uit enkele vissershutten maar won aan belang omdat er over de schoorwal een handelsweg ontstond. In de 19e eeuw werd het Canal du grau de Pérols gegraven. De plaats ontwikkelde zich toeristisch vanaf 1830 toen er een veerdienst kwam tussen het vasteland en Carnon. In 1921 kwam er een brug naar Pérols en werd de badplaats bekend onder de naam Carnonville-la-mer. De badplaats was vooral in trek bij inwoners van Montpellier, zeker nadat er in 1933 een dagelijkse busverbinding kwam. Vanaf de jaren 1970 kwam er hoogbouw en een jachthaven aan zee.